# Yves Arcanel
Claude Yves Marie Paul Faivre dit Yves Arcanel, né le 13 juin 1928 à Vincennes et mort le 15 mars 2009 dans le 14e arrondissement de Paris, est un acteur français. 
Sur le grand écran il interpréta beaucoup de rôles d'inspecteur de police et il participa à de nombreux téléfilms et séries : Julien Fontanes, magistrat entre 1984 et 1989, Les Cinq Dernières Minutes en 1970 et 1987, Messieurs les jurés en 1976 et 1980, Le Théâtre de la jeunesse entre 1961 et 1965.

## Filmographie

### Cinéma
- 1957 : Le Désert de Pigalle de Léo Joannon : un inspecteur
- 1958 : Le Dos au mur d'Édouard Molinaro : un inspecteur
- 1958 : Philippe d'Edouard Molinaro
- 1958 : Cette nuit-là de Maurice Cazeneuve : le dessinateur
- 1958 : Le fauve est lâché de Maurice Labro : L'inspecteur Berger
- 1958 : Une balle dans le canon de Charles Gérard et Michel Deville : un inspecteur
- 1959 : La Verte Moisson de François Villiers
- 1961 : Le Président d'Henri Verneuil : Gilbert, un journaliste
- 1961 : Le Puits aux trois vérités de François Villiers
- 1962 : Ballade pour un voyou de Claude-Jean Bonnardot
- 1963 : Coplan prend des risques de Maurice Labro
- 1963 : Les Tontons flingueurs de Georges lautner : le contremaître
- 1965 : La Grosse Caisse d'Alex Joffé : Un complice de Filippe
- 1965 : Quand passent les faisans d'Édouard Molinaro
- 1965 : Un milliard dans un billard de Nicolas Gessner
- 1966 : Le Grand Restaurant de Jacques Besnard : L'inspecteur Henri
- 1966 : Trois enfants dans le désordre de Léo Joannon : Un inspecteur
- 1968 : Le Pacha de Georges Lautner : Un inspecteur de la PJ
- 1968 : Sous le signe du taureau de Gilles Grangier : Le chef mécanicien
- 1970 : Le Cercle rouge de Jean-Pierre Melville : Le juge d'instruction
- 1970 : Justine de Sade de Claude Pierson : Dom Severino
- 1972 : Le Tueur de Denys de La Patellière
- 1973 : Donnez-nous notre amour quotidien de Claude Pierson
- 1980 : Ces malades qui nous gouvernent de Claude Vajda (documentaire dont il est le narrateur)
- 1981 : Vivre vite ! (Deprisa, deprisa) de Carlos Saura

### Télévision
- 1962 : Quatrevingt-treize d'Alain Boudet
- 1963 : Le Troisième Concerto de Marcel Cravenne
- 1965 : Dom Juan ou le Festin de Pierre de Marcel Bluwal
- 1968 : Les Enquêtes du commissaire Maigret de Claude Barma, épisode : Le Chien jaune : le gendarme Naquet
- 1968 : Les Cinq Dernières Minutes, épisode Tarif de nuit de Guy Séligmann
- 1969 : Fortune d'Henri Colpi
- 1970 : Le Tribunal de l'impossible "La cité d'Is", feuilleton télévisé de Michel Subiela
- 1970 : Les Cinq Dernières Minutes, épisode Une balle de trop de Raymond Portalier :
- 1973 : Au théâtre ce soir : Ouragan sur le Caine d'Herman Wouk, mise en scène André Villiers, réalisation Georges Folgoas, Théâtre Marigny
- 1976 : Messieurs les jurés : L'Affaire Jasseron d'André Michel
- 1980 : La Vie des autres, segment Le Scandale, de Jean-Pierre Desagnat : Harold Woods
- 1980 : Messieurs les jurés, L'Affaire Vico de Jean-Marie Coldefy
- 1987 : Les Cinq Dernières Minutes : La Peau du rôle de Guy Jorré

## Théâtre
- 1957 : La Visite de la vieille dame de Friedrich Dürrenmatt, mise en scène Jean-Pierre Grenier, Théâtre Marigny
- 1959 : La Petite Molière de Jean Anouilh et Roland Laudenbach, mise en scène Jean-Louis Barrault, Grand théâtre de Bordeaux, Odéon-Théâtre de France
- 1959 : La Punaise de Vladimir Maïakovski, mise en scène André Barsacq, Théâtre de l'Atelier
- 1961 : Le Voyage de Georges Schehadé, mise en scène Jean-Louis Barrault, Odéon-Théâtre de France
- 1962 : Hamlet de William Shakespeare, mise en scène Jean-Louis Barrault, Odéon-Théâtre de France
- 1963 : La Crécelle de Charles Dyer, mise en scène Michel Fagadau, Théâtre de la Gaîté-Montparnasse
- 1965 : Le Sacristain bossu de E.G Berreby, mise en scène André Villiers, Théâtre en Rond